# Элрик
Э́лрик из Мелни́бонэ — вымышленный персонаж, созданный Майклом Муркоком, антигерой цикла Сага об Элрике, произведений в жанре «меча и магии», действие которых происходит на альтернативной Земле. Полное имя и титул персонажа — Элрик VIII, 428-й император Мелнибонэ. Более поздние из романов Муркока объявляют Элрика воплощением Вечного Воителя.
Элрик впервые появился в новелле Муркока «Спящий город» (англ. The Dreaming City, журнал Science Fantasy №47, июнь 1961 года). Последующие новеллы были в дальнейшем преобразованы в роман «Буреносец» (1965), а в 1973 вышел «Элрик из Мелнибонэ», первый «оригинальный» роман об Элрике. Начиная с 1970-х, романы об Элрике постоянно переиздаются.

## История персонажа
Муркок описывает Элрика следующим образом:

Цвета выбеленного черепа его кожа, а волосы, что струятся ниже плеч, молочной белизны. С узкого лица смотрят миндалевидные глаза – малиновые и грустные. Из рукавов желтого одеяния выглядывают тонкие руки, также цвета кости – они покоятся на подлокотниках трона, вырезанного из огромного рубина.
Оригинальный текст (англ.)It is the colour of a bleached skull, his flesh; and the long hair which flows below his shoulders is milk-white. From the tapering, beautiful head stare two slanting eyes, crimson and moody, and from the loose sleeves of his yellow gown emerge two slender hands, also the colour of bone.

Элрик — последний император находящейся в состоянии застоя островной цивилизации Мелнибонэ. Он альбинос, к тому же слаб физически и вынужден принимать особые снадобья для поддержания своего хрупкого здоровья. Вдобавок к познаниям в лечебных травах он — опытный маг, способный призывать могущественных сверхъестественных существ. В отличие от большинства представителей своей расы, Элрик не лишён некоего подобия совести. Его тревожит закат его государства и набирающие силу Молодые королевства (англ. Young Kingdoms), населённые людьми (которых жители Мелнибонэ, впрочем, не принимают за равных себе). Из-за склонности Элрика к размышлениям и пренебрежения, которое он выказывал к некоторым из старых обрядов, его двоюродный брат Йиркун (англ. Yyrkoon), следующий по праву наследования, планирует убить его и занять трон самому.
В качестве императора Элрик носит Кольцо Королей (иначе называемое Кольцом Акториуса, англ. Ring of Actorius) и может просить помощи у покровителя правителей Мелнибонэ — Ариоха, Лорда Хаоса и Герцога Ада (англ. Arioch, Lord of Chaos and Duke of Hell). С самого начала повествования Элрик использует древние договоры и соглашения с различными сверхъестественными сущностями — богами и демонами — с тем, чтобы принудить их помочь ему в достижении его целей.
Меч Элрика, Буреносец (англ. Stormbringer) — одновременно его величайшая ценность и величайший источник его бед. Буреносец наделяет Элрика силой, здоровьем и способностями бойца, но в обмен на это должен поглощать души тех, кто был убит этим мечом. Значительная часть саги об Элрике посвящена его взаимоотношениям с Буреносцем и тому, как он — несмотря на лучшие намерения Элрика — губит одного за другим всех, кто дорог герою.

## Влияние
Муркок признавал влияние на свою работу творчества Бертольта Брехта, в особенности «Трёхгрошовой оперы». Брехту посвящён роман «Элрик из Менибонэ». В том же посвящении упоминаются «Три сердца и три льва» Пола Андерсона и «Колодец Единорога» Флетчера Прэтта.
История персонажа Калевалы Куллерво имеет сходные черты с сюжетом саги об Элрике, в том числе волшебный меч, наделённый способностью говорить, и трагическое отчуждение героя от собственной семьи. Помимо Элрика, Куллерво, вероятно, повлиял на Андерсона при написании романа «Сломанный меч» (1954), а также на формирование образа Турина Турамбара у Толкина. Муркок утверждал, что 

Андерсон оказал заметное влияние [на Элрика], как и говорилось. Однако, странное дело, Калевалу нам читали в школе, когда мне было около семи ... С раннего детства я читал скандинавские легенды и все попадавшиеся мне книги о скандинавской мифологии ... В одном я сейчас точно уверен: проф. Т[олкин] не оказал на меня прямого влияния. Оригинальный текст (англ.)Anderson's a definite influence [on Elric], as stated. But oddly, the Kalevala was read to us at my boarding school when I was about seven ... from a very early age I was reading Norse legends and any books I could find about Norse stories ... one thing I'm pretty sure of, I was not in any way directly influenced by Prof. T[olkien].
 Муркок утверждал также, что предпочитает работы Андерсона работам Толкина.
На альбинизм Элрика, возможно, повлиял Месье Зенит, злодей-альбинос из серии детективов Энтони Скене о сыщике Секстоне Блейке. Позже Зенит появился в нескольких произведениях Мультивселенной Муркока. Муркок читал рассказы о Зените в юности, а позже поспособствовал их переизданию. При этом он заметил, что

... на поиски экземпляра «Зенита-Альбиноса» ушло сорок лет! В сущности, это мой друг нашёл его где-то под замком и отвёз копию в Savoy — и теперь, наконец, они собираются переиздать её! Не знаю в точности, почему я потратил столько сил на то, чтобы показать публике, как много я украл у Энтони Скене...  Оригинальный текст (англ.)... took me forty years to find another copy of Zenith the Albino! In fact it was a friend who found it under lock and key and got a copy of it to Savoy who are, at last, about to reprint it! Why I have spent so much energy making public the evidence of my vast theft from Anthony Skene, I'm not entirely sure...
Позже Муркок заявлял: 

Как я и сказал в своём вступлении к Monsieur Zenith: The Albino [ISBN 0861301099], персонаж Энтони Скене оказал большое влияние. Остальную же часть персонажа, в особенности его двусмысленности, я срисовал с самого себя в том возрасте, когда я создал Элрика — то есть 20 лет. Оригинальный текст (англ.)As I've said in my introduction to Monsieur Zenith: The Albino [ISBN 0861301099], the Anthony Skenes character was a huge influence. For the rest of the character, his ambiguities in particular, I based him on myself at the age I was when I created Elric, which was 20.
 Влияние, оказанное Зенитом на Элрика, нередко упоминается в обсуждениях первого.

## В других произведениях

### Комиксы
Элрик впервые появился на страницах комикса в 1972 году, в 14-15 выпусках комикса «Конан-варвар». Две части комикса носили названия «A Sword Called Stormbringer!» и «The Green Empress of Melniboné». Сценарий комикса создал Рой Томас по мотивам рассказа Майкла Муркока и Джеймса Которна, а иллюстрации к нему нарисовал Барри Виндзор-Смит.
В 1980-х в издательстве First Comics вышла серия комиксов Elric.
Помимо адаптаций, Элрик появлялся в нескольких оригинальных сюжетах от DC Comics. Helix, недолго просуществовавший импринт DC, выпустил 12 номеров комикса под названием en:Michael Moorcock's Multiverse, начиная с 1997 года. Позже DC Comics издало четырёхтомный комикс Elric: Making of a Sorcerer (художник Уолт Симонсон), рассказывающий об обучении Элрика волшебству, предшествующем событиям романа «Элрик из Мелнибонэ».
Филипп Крейг Расселл создал комикс-адаптации по трём романам Муркока: Elric of Melniboné (при участии Роя Томаса и Майкла Терри Гилберта, издательство Pacific Comics), The Dreaming City и While the Gods Laugh (по мотивам первых двух третьих романа «Участь Белого Волка», Marvel Comics/Epic Comics), а также Stormbringer (Dark Horse Comics). Персонаж Элрика, кроме того, появлялся в отдельных адаптациях Уолтера Симонсона и Фрэнка Бруннера, а также Джорджа Фримена и других, входящих в серию об Элрике издательства Pacific Comics, в создании которой участвовал Расселл.
В выпусках 31 и 32 комикса Tom Strong, The Black Blade of the Barbary Coast part 1 & 2, сценарий к которым написал Муркок, действует пират-альбинос Капитан Зодиак, ищущий чёрную абордажную саблю с красными рунами на лезвии.
В 2011 году BOOM! Studios начала выпуск нового комикса об Элрике под названием Elric: The Balance Lost. Сценарий для комикса создаёт Крис Роберсон, иллюстрации — Франческо Бьяджини. Комикс выходит как в традиционном бумажном виде, так и в цифровом, для скачивания.

### Музыка
Британская рок-группа Hawkwind в 1985 году выпустила альбом The Chronicle of the Black Sword. В 1986 вышел альбом с концертными записями Live Chronicles. В него вошли интерлюдии, в которых сам Муркок выступает в жанре spoken word. В концертных выступлениях участвовал артист-мим, игравший самого Элрика. Фильм-концерт под названием The Chronicle of the Black Sword вышел на VHS и, позже, на DVD.
Blue Öyster Cult записали для своего альбома Cultösaurus Erectus (1980) песню «Black Blade», музыку к которой написал гитарист Эрик Блум, а текст — Муркок. Муркок также сотрудничал с группой при создании песен «The Great Sun Jester» (альбом Mirrors, 1979) и  «Veteran of the Psychic Wars», (альбом Fire of Unknown Origin, 1981).
Немецкая группа Blind Guardian использовала сюжеты саги об Элрике в нескольких своих песнях, в том числе «The Quest For Tanelorn», «Tanelorn (Into The Void)», и «Fast To Madness».
Большинство альбомов итальянской пауэр-металлической группы Domine создано по мотивам саги об Элрике.

### Фильмы

#### Невышедший фильм
в 1987 году Венди Пини выпустила книгу, в которой рассказывается о её попытке создания анимационного фильма по мотивам произведений Муркока. Книга носит название Law and Chaos: The "Stormbringer" Animated Film Project (ISBN 0936861045), вышла в издательстве Father Tree Press и содержит авторские рисунки, информацию о персонажах и сюжете. Фильм, однако, так и не был завершён.

#### Фильм в разработке
29 мая 2007 года в интервью журналу «Empire» режиссёры Крис и Пол Вайц сообщили, что готовят сценарии для трилогии фильмов, планируемых к выпуску Universal Pictures. Крис упомянул, что вырос на книгах Муркока, кроме того, что встретился с писателем, и тот доверил им работу над проектом.

### Ролевые игры
Элрик и Буреносец упоминаются в первом издании Dungeons & Dragons (книга правил Deities & Demigods). Однако к этому моменту у Chaosium уже была ролевая игра, в которой присутствовал Элрик. TSR, Inc. и Chaosium заключили сделку, в результате которой Элрик исчез из более поздних изданий AD&D.
Молодые Королевства служат сеттингом ролевой игры «Stormbringer», выпускавшейся Chaosium (в игре также появлялись Корум и Хокмун). После разногласий между Chaosium и Муркоком выпуск игры был прекращён. В 1993 году Chaosium выпустила игру  «Elric!», основанную на той же системе. Основное различие между играми состояло в механизмах магии и системе мировоззрений. Позже издательство en:Mongoose Publishing выпустило игру «Elric of Melnibone», основанную на ролевой системе Runequest.

## Отсылки в популярной культуре
- Меч Элрика Буреносец встречается в компьютерной ролевой игре NetHack.[23]